# Shaun Longstaff
Pour les articles homonymes, voir Longstaff.
Pas d'image ? Cliquez ici

a Compétitions nationales et continentales officielles uniquement.

b Matchs officiels uniquement.
Dernière mise à jour le 27 février 2012.
Shaun Longstaff, né le 3 janvier 1972 à Wellington, est un joueur écossais de rugby à XV évoluant au poste d'ailier.

## Biographie
Shaun Longstaff débute avec l'équipe d'Écosse de rugby à XV le 21 février 1998 contre l'équipe de France. Sa dernière sélection a lieu le 24 juin 2000 contre la Nouvelle-Zélande.

## Palmarès
- Vainqueur du Tournoi des Cinq Nations 1999

## Statistiques en équipe nationale
- 15 sélections
- 10 points (2 essais)
- Sélections par année : 6 en 1998, 6 en 1999, 3 en 2000
- Tournoi des cinq/six nations disputés : 1998, 1999, 2000
- Coupes du monde disputées : 1999 (2 matchs, 1 titulaire)